# Lubambo Musonda
Lubambo Musonda (Lusaka, 1 de março de 1995) é um futebolista profissional zambiano que atua como meia.

## Carreira
Davies Nkausu representou o elenco da Seleção Zambiana de Futebol no Campeonato Africano das Nações de 2015.